# Списак ликова у серији Ред и закон: Злочиначке намере

Ред и закон: Злочиначке намере, огранак криминалистичке драме Ред и закон, прати детективе који раде у "Одељењу за тешка кривична дела" секретеријата унутрашњих послова Њујорка, одељењу која се усредсређује на случајеве високог профила (у већини случајева убиство баш као и обични Ред и закон у овом смислу) у који су укључене ВВ особе, службеници и запослени у месним властима, финансијској индустрији и свету уметности, иако су понекад случајеви слични случајевима из изворне серије Ред и закон. Од своје пете сезоне до почетка девете сезоне које су емитоване од септембра 2005. до априла 2010, серија је оопштено приказивала четири главна детектива који раде у одељењу у наизменичним епизодама под вођством капетана Џејмса Дикинса и Денија Роса. Одељење је такође раније ималотужиоца додељеног из тужилаштва који је често комуницирао са екипом. Девета и десета сезона серије приказале су два главна детектива који раде на јединици у свим епизодама под вођством капетана Зои Калас и Џозефа Хане.
Један од ликова из изворне серије Ред и закон, детектив Мајк Логан (којег игра Крис Нот), појављује се у једној епизоди 4. сезоне. На почетку 5. сезоне, премештен је са Државног острва у Одељење за тешка кривична дела где је радио до краја 7. сезоне.

## Преглед
| Глумац                     | Лик            | Циклуси | Циклуси | Циклуси | Циклуси  | Циклуси | Циклуси | Циклуси | Циклуси | Циклуси | Циклуси |
| Глумац                     | Лик            | 1       | 2       | 3       | 4        | 5       | 6       | 7       | 8       | 9       | 10      |
| -------------------------- | -------------- | ------- | ------- | ------- | -------- | ------- | ------- | ------- | ------- | ------- | ------- |
| Винсент Д'Онофрио          | Роберт Горен   | Главни  | Главни  | Главни  | Главни   | Главни  | Главни  | Главни  | Главни  | Главни  | Главни  |
| Кетрин Ерб                 | Александра Имс | Главни  | Главни  | Главни  | Главни   | Главни  | Главни  | Главни  | Главни  | Главни  | Главни  |
| Џејми Шериден              | Џејмс Дикинс   | Главни  | Главни  | Главни  | Главни   | Главни  |         |         |         |         |         |
| Кортни Б. Венс             | ПОТ Рон Карвер | Главни  | Главни  | Главни  | Главни   | Главни  |         |         |         |         |         |
| Крис Нот                   | Мајк Логан     |         |         |         | Епизодни | Главни  | Главни  | Главни  |         |         |         |
| Анабела Скјора             | Керолин Барек  |         |         |         |          | Главни  |         |         |         |         |         |
| Џулијан Николсон           | Меган Вилер    |         |         |         |          |         | Главни  | Главни  | Главни  |         |         |
| Ерик Богосијан             | Дени Рос       |         |         |         |          |         | Главни  | Главни  | Главни  | Главни  |         |
| Алиша Вит                  | Нола Фалачи    |         |         |         |          |         |         | Главни  |         |         |         |
| Џеф Голдблум               | Зек Николс     |         |         |         |          |         |         |         | Главни  | Главни  |         |
| Сефрон Бароуз              | Серена Стивенс |         |         |         |          |         |         |         |         | Главни  |         |
| Мери Елизабет Мастрантонио | Зои Калас      |         |         |         |          |         |         |         |         | Главни  |         |

## Главни ликови

### Џејмс Дикинс
Капетана Џејмса „Џимија” Дикинса игра Џејми Шериден.
У серији Дикинс надгледа Одељење за тешка кривична дела Њујорка. Његови врхунски детективи су ортаци Роберт Горен и Александра Имс, као и ортаци Мајк Логан и Керолин Барек.
Иако је Дикинсова предност успех кривичних истрага, он је често приморан да обуздава своје непредвидљиве детективе, посебно Горена и Логана, како би решиолош публицитет који они повремено привлаче. Иако је ово створило одређена трвења између Дикинса и његових детектива, они углавном поштују његову професионалну процену и овлашћење.
Дикинс и његова супруга Енџи имају три ћерке. Имао је сукоб са Беловом парализом на крају 4. сезоне. Док се опорављао, почео је да носи повез преко захваћеног ока. Сада се више ослања на наочаре. (Шериден је заправо сам имао Белову парализу када су те епизоде снимане.)
Дикинс је напустио свој положај на крају 5. сезоне, радије него да се бори са завером да му се смести коју је подстакао бивши полицајац Френк Адер (Мајкл Рисполи) кога су детективи Одељења за тешка кривична дела ухапсили због убиства његове љубавнице и њеног мужа и који је осуђен на доживотну робију без права на условно отпуштање. Невоље су почеле када је Логан био приморан да пуца у човека у самоодбрани. Касније Логан сазнаје да је човек кога је упуцао био полицајац на тајном задатку. Полицајац у одори Мартинез подржава Логанову тврдњу о самоодбрани, али Адер поставља е-поруку лажно мешајући Дикинса у корупцију у званичницима. Адер је планирао да тврди да је Дикинс "купио" Мартинезово сведочење за Логана. Горен и имсова су открили кривотворену е-поруку, али Адер наставља борбу против Дикинса.
Не желећи да додатно осрамоти полицију, а посебно своје одељење, Дикинс је одлучио да оде у пензију. Заменио га је га Дени Рос који је дошао у одељење на почетну 6. сезоне.

### Рон Карвер
Роналда „Рона“ Карвера игра Кортни Б. Венс. Име је добио по Џорџу Вашингтону Карверу.
Карвер често ради у сарадњи са детективима Робертом Гореном, Александром Имс, Мајком Логаном и Керолин Барек из Одељења тешка кривична дела. Дипломирао је на Правном факултету "Џон Џеј". Као ПОТ-а, његово тумачење и кривично гоњење закона је строго и непопустљиво и нема много саосећања према људима који га крше, без обзира на околности. То га понекад доводи у сукоб са Гореном који је неке злочине решавао саосећајући са злочинцима и повремено скретао истраге тако да добијају блаже затворске казне од оних које Карвер жели да изрекне.
Карвер је такође често долазио у сукоб са свим детективима јер су били склони да се ослањају на предосећај и нагон, а он је желео више чврстих доказа. Међутим, упркос овом сукобу, он има јак радни однос са обе екипе. Неколико ствари је откривено о његовом личном животу. Он очигледно има одређено искуство са вером јер може да препозна и рецитује одломке библије. Иако носи бурму, једино непосредно помињање да је ожењен било је током посебно уврнуте истраге. Пошто је чуо све језиве појединости, приметио је: „Ово ме тера да одем кући и пољубим своју жену“. Он је против побачаја и љубитељ класичних модела кола. Док је био на правном факултету, формирао је и берберски квартет са неколико својих другова са факултета.
Карвер је исписан из серије пошто је Венс напустио серију на крају пете сезоне. Карвера је требало да замени Патриша Кент. Улогу је првобитно добила Нона Геј (ћерка Марвина Геја), али је напустила серију у року од неколико дана наводећи уметничке разлике. Гејеву је заменила Тереза Рендл која се појавила само у две епизоде. Кентова је једном рекла за Карвера како су га у одељењу за тешка кривична дела звали „тешки предосећај“.
Као што се често дешавало у франшизи „Ред и закон“, Венс се први пут појавио у изворној серији „Ред и закон“ у епизоди из 1990. године „За курву за лопова“ као неименовани градоначелников помоћник. Такође се појавио у епизоди 5 сезоне, „Бес“. У тој епизоди, он је тумачио Бенџамина Грира, осумњиченог за убиство ког су саслушавали и ухапсили детективи Лени Бриско (Џери Орбак) и Мајк Логан.
Појавивши се у 111 епизода, Карвер је други по реду ПОТ са најдужим стажом у франшизи "Ред и закон" после Кејси Новак из ОСЖ-а (Дајен Нил).

### Дени Рос
Капетана Данијела  "Денија" Роса тумачи Ерик Богосијан.
Он је представљен у епизоди "Слепа тачка" као наследник Џејмса Дикинса. Добио је положај капетана Одељења за тешка кривична дела као награду за успешан трогодишњи боравак на месту шефа Зружене радне скупине СУП-а за међународно прање новца.
Рос има више „практичан“ приступ управљању одељењем него Дикинс. Често излази на терен, посебно ради хапшења, а повремено учествује и у непосредним саслушавањима осумњичених. Он је далеко мање трпељив према необичним методама детектива Роберта Горена иако су њих двојица на крају дошли до бољег разумевања и односа. Рос такође користи своју претходну везу као надзорник детективке Меган Вилер у Здруженој оперативној скупини како би пажљиво пратио "несташног" детектива Мајка Логана. У епизоди "Рок звезда", он напомиње да је својевремено био ортак Логановој замени Зеку Николсу. Својим детективима често држи предавања о томе да га држе „у току” и обавештавају о сваком развоју сваког случаја. У епизоди "Чистилиште" он шаље Горена да на тајни задатак, а да није рекао Гореновој ортакињи Александри Имс.
У епизоди "Издаја", он је био умеш ну случај када је његова бивша девојка оптужена за убиство. У епизоди "Одред", он је рекао Николсу (који је ризиковао да уништи своју каријеру због случаја убиства) да је и сам био близу да буде удаљен са дужности најмање на месец дана док су били ортаци због његовог понашања.
Капетан Рос је убијен на дужности у на почетку 9. сезоне у епизоди "Оданост (1. део)" док је радио на тајном задатку са ФБИ-јем на ЗРИПУ случају. На сахрани му је дат поздрав из 21 плотуна уз присуство целог Одељења за тешка кривична дела и многих других полицајаца и запослених СУП-а.
Рос је разведен и има два сина од 14 и 10 година. Веома је заштитнички настројен према њима. Током случаја у коме је професорка била у вези са једним од својих ученика, Логан га је питао шта би урадио да сазна да професорка има секс са једним од његових синова. Рос је одговорио да би их „преполовио... било да је мушко или женско“. У другој епизоди ("Албатрос") Рос и његови синови сведоче убиству током реконструкције чувеног двобоја између Арона Бара и Александра Хамилтона. Рос заокупља своју децу тако што их позива да сакупе видео камере свих осталих сведока како не би били близу тела. На почетку 7. сезоне "Искупљење", Рос открива да је његов старији син Џереми који има 15 година ухваћен у кревету са девојком и да Росова бивша супруга жели да разговара са њиховим сином. Упркос томе што је разведен, Рос одржава нешто као пријатељство са својом бившом супругом Ненси и њеним новим дечком Тодод. У епизоди из 2006. цела породица је виђена како заједно вечера за Дан захвалности пре него што су Роса позвали на место злочина. У другој епизоди екипе Николс/Вилерова "На терапији“, Рос помиње Зеку Николсу да има сестру од тетке Риту која му је 20 година слала играчке за мачке за Божић јер је рекао да је била трудна, а није.
Рос често говори о случајевима. У епизоди „Комшијска смена“, када су његови детективи решили убиство у које је умешан убица веома незналица, он назива убицу „баналним зликовцем“, цитирајући поднаслов књиге Ајхман у Јерусалиму политичке теоретичарке Хане Арент. У епизоди „30“ када се открило да је главни осумњичени за кога се верује да је агент КГБ-а преварант који живи на Брајтонској плажи, Рос га назива „Волтер Мити са Брајтонске плаже“, мислећи на главног лика кратке приче Џејмса Тарбера. Такође се позива на филм Акире Куросаве Рашомон у епизоди „Жалосна врба“ у којој је учествовало неколико непоузданих сведока умешаних у рачунарски злочин и назива га „кибер-Рашомон“.
Рос је Јеврејин, а у једној епизоди („30“) која се бави убиством цивила од стране израелске војске, Логан пита Роса да ли је он, за потребе овог случаја, „прво Јевреј, а затим полицајац“. Рос заправо одбија апел једног произраелског пријатеља да делује у корист те земље.
Иако се то никада званично није помињало на екрану, постоји неколико тренутака који указују романтичну везу између др. Елизабет Роџерс (Лесли Хендрикс) и Роса. У једној епизоди, Рос и Роџерсова су виђени како улазе у лифт обучени за одлазак у позориште. Када је Рос пита Роџерсову за податке о Горену, Горен је касније разговарао о овом са Росом и раздрао се: "Је л' ти је то рекла твоја девојка?!" Када је Рос убијен, Горен и Имсова долазе на место злочина и проналазе Роџерсову који је већ тамо, видно узнемирена и због његове смрти и због чињенице да јој ФБИ ускраћује приступ телу.

### Меган Вилер
Меган Вилер (Џулијан Николсон) постала је детективка у Одељења за тешка кривична дела када је заменила Керолин Барек на месту ортакиње Мајка Логана. Пребачена је се са новим капетаном, њеним ментором Денијем Росом. Три године је радила на тајном задатку — укључујући задатке о пороку, дроги и белим злочинима — и водила истрагу о прању новца са Росом.
Током истраге, Вилерова се присетила како је њена мајка морала да постане конобарица да би издржавала њих две када их је њен отац напустио. Касније се открило да је Вилерин отац, заступник повезан са мафијом, нестао пре 20 година и да се или крије или је мртав — убила га мафија. Њен отац је наводно добијао део мафијашке зараде што је помогло да плати школарину за Вилерину приватну школу, али је аранжман окончан после смене мафијашких шефова.
Када је Вилерова дошла у Одељење за тешка кривична дела, Логан се питао да ли би неко тако млад као она био способан да се бави тешким кривичним делима и напомиње да је она његова прва ортакиња која има пеге. Рос одговара да је за своје три године на тајном задатку „нико никада није преварио“. Међутим, разлика у годинама се показала корисно када је Вилерова била упозната са стенографијом коју адолесценти користе у размени текстуалних порука једни другима. Међутим, приказано је у истој епизоди да може да чује ултразвучну мелодију звона коју користи осумњичени пубертетлија да унесе мобилни телефон у школу, учесталост за коју се тврдило да мало људи старијих од 30 година може да открије. Она се верила са предузетником Колин Леџером (ког игра Николсонин муж Џонатан Кејк). Међутим, на крају је Леџера ухапсио ФБИ због преваре, прања новца и рекетирања.
На крају 6. сезоне, Вилерова је рекла Логану да иде у Европу да предаје на течају о америчким полицијским поступцима (ова прича је објаснила одсуство Џулијан Николсон јер је ишла на породиљском одсуству). Током њеног одсуства у 7. сезони, мењала ју је детективка Нола Фалачи. Вилерова се вратила у Одељење за тешка кривична дела у епизоди "Уговор".
Пошто је Логан напустио екипу и отишао у пензију, Вилеровој је додељен нови ортак Зек Николс. Рос помиње Николсу да изгледа да је Вилерова имала проблема са својим претходним ортаком и бившим вереником и да није спремна да му верује. Она каже да Леџеру прети 12 година савезне робије и да носи његово дете, што се поклапа са Николсонином другом трудноћом. Каже и да му неће говорити за дете.
Вилерова се суочила са још једном кризом када ју је унутрашња контрола оптужила да је Леџерова саучесница. Касније је рекла да биро жели да је позове као сведокињу на његовом суђењу за шта се плаши да ће утицати на њен посао. Рос је уверава да за то није она крива и да нико заиста не мисли да је подмићена.
Вилерова се последњи пут у целости појавила у епизоди епизоду "Страст" у 8. сезони што се поклопило са трудноћом Николсонове. Александра Имс је мењала Вилерову у последње две епизоде сезоне са Николсом. Вилерова је накратко виђена у епизоди „Одред“ како разговара о случају у Росовој пословници где јој је пукао водењак па ју је Имсова одвела у болницу. Пошто је у болници била у пратњи Имсове, откривено је да има сестру која је са њом док се порађа. Беби је дала име „Марго Џејн Вилер“.
У 9. сезони Вилеру је заменила Серена Стивенс. Њен одлазак у почетку није био објашњен. Међутим, у епизоди "Коцкарски дуг" 15. сезоне серије „Ред и закон: Одељење за специјалне жртве“, детективка Аманда Ролинс (Кели Гидиш) користила је Вилерину личну карту и значку да уклони пиштољ из просторије за доказе. Детектив Ник Амаро (Дени Пино) касније је рекао да је „детективка Вилер отишла у пензију пре четири године“.

### Нола Фалачи
Нола Фалачи је кратко време била Логанова ортакиња док је Вилерова боравила у Европи где је подучавала поступке америчке полиције европске полицајце. Фалачијева је описана као дрска и пргава. Капетан Рос је рекао Логану да она није "људска особа". Срећно је удата и има троје деце.
У епизоди „Уговор“ Логан је рекао Вилеровој да је Фалачијева сада службеница за обуку ЦИА-е у седишту агенције у Квантику у Вирџинији пошто се осећала сломљено у Одељењу за тешка кривична дела.

### Зек Николс
Закарија "Зека" Николса тумачи Џеф Голдблум.
Николс је полицијски детектив из Одељења за тешка кривична дела њујоршке полиције на Менхетну. Он је уведен у осмој сезони серије како би заменио детектива Мајка Логана (Крис Нот). Током те сезоне он и његова ортакиња детективка Меган Вилер појављивали су се у половини приказаних епизода, наизменично са Робертом Гореном и Алекс Имс. Следеће године, током девете сезоне серије, он и његова нова ортакиња Серена Стивенс били су једини детективи. Ни Николс ни Стивенсова се нису вратили у десету и последњу сезону, међутим, њихови ликови нису посебно исписани ни на било који начин помињани током последње сезоне.
Детектив Николс је некада био ортак капетана Денијем Росом у здруженој скупини за борбу против злочина њујоршке полиције. Међутим, након напада 11. септембра, Николс је напустио полицију на седам година. Рос је приметио да је током овог раздобља његов једини траг о томе где се Николс налази била разгледница из Кливленда.
Детективка Имс почела је да сарађује са Николсом након што је Николсова ортакиња Меган Вилер добила трудове и отишла на породиљско. Заједно су истраживали Хенрија Милера (Дилан Бејкер), форензичара из полиције Њујорка који је убио тинејџерку. Николсу је истрага о Милеру који има утицај унутар одељења довела каријеру у опасност и изазвала сукоб између њега и Роса који је рекао да је и сам ризиковао да буде удаљен са дужности скоро сваког месеца док су он и Николс били ортацри због неконвенционалности и ризичног понашања Николса. Међутим, Николс је на крају натерао Милера да призна чиме је оправдао себе и Роса пред њујоршком полицијом.
Николс је постаје стални ортак са детективком Сереном Стивенс која је уведена у другом делу дводелне премијерне епизоде 9. сезоне „Оданост“. Оба детектива су радила под командом капетанке Зои Калас током ове сезоне након што је Рос убијен док је учествовао у операцији ФБИ-ја.
Николс је дете двоје психијатара, али је избегавао њихово занимање. То што је постао полицајац био је неки облик побуне. Николс и његов отац др. Теодор (Ф. Мареј Абрахам), годинама после тога нису говорили. Помирили су се када је Николс замолио свог оца за помоћ у истрази убиства у које је укључен осумњичени са поремећајем дисоцијативног идентитета, што је специјалност старијег Николса. Николс такође помиње да има старијег брата иако тај лик није приказан.
Он носи Кар К9 као своје оружје, пиштољ који је новооршка полиција у стварном животу одобрила дуги низ година. Одељење је престало да користи оружје јер није могло да се измени да функционише на окидач од 12 фунти како налажу унутрашњи прописи да би се смањила могућност случајног опаљења од стране полицајаца.
Николс је похађао јавну основну школу, али је у пубертету отишао на академију "Емерсон", посебну припремну школу. Тамо је научио да свира клавир. Такође је био у везе са младом Ленор Абригејл (Мили Авитал) која се завршила када је она психички оболела.
Следе ордење и награде за службу које носи детектив Николс:
|  | Орден америчке заставе                              |
|  | Орден Светског трговинског центра                   |
|  | Орден МУП-а за одлично обављање полицијске дужности |
|  | Награда јединице МУП-а                              |

### Серена Стивенс
Серена Стивенс (Сефрон Бароуз) је замена за детективку Меган Вилер која је била као ортакиња Зека Николса током осме сезоне и за детективку Александру Имс која је отишла са својим ортаком Робертом Гореном на крају друге епизоде девете сезоне "Оданост (2. део)".
Пре преласка у Њујорк, била је у чикашкој полицији. Током свог детињства, Стивенсова је накратко живела у Исламабаду са својим оцем, поморцем стационираним у америчком посланству и научила је да чита урду и арапски.
Она је обожаватељка Чикашких Белих Чарапица. Наговестила је да је помало љубитељка бејзбола када је препознала мртву особу као бившег бејзболаша и почела да говори Николсу статистику о његовој краткотрајној каријери у главној лиги. Има осмогодишњу ћерку Киру.

### Зои Калас
Капетанка Зои Калас (Мери Елизабет Мастрантонио) је наследница Денија Роса. Каласова је прешао из Бироа за унутрашњу контролу у Одељење за тешка кривична дела. Међутим, она је остала капетанка само једну сезону пре него што ју је заменио Џозеф Хана у 10. сезони. Њен изненадни одлазак из Одељења за тешка крична дела никада није објашњен. Каласова је једини главни полицијски лик у универзуму Ред и закон који није виђен како маше или чак поседује службено оружје.
Каласова је поменула да је из грчко-америчке породице и да има ћерку. Каласова је разведена. Њена најстарија ћерка је студенткиња на Универзитету "Колумбија". Такође је поменула да има брата грађевинца.

## Епизодни ликови

### Др. Елизабет Роџерс
Др Елизабет Роџерс (Лесли Хендрикс) је епизодни лик у измишљеном универзуму криминалистичке драме франшизе Ред и закон. Она је помоћница главног специјалисте судске медицине која је редовно виђана у серијама Ред и закон и Ред и закон: Злочиначке намере.

### Никол Валас
Никол Валас (Оливија Д'Або) је непријатељица Роберта Горена. Као злочиначки ум, она је једна од ретких људи са којима се Горен сусреће током серије и који могу да га савладају, посебно суочавајући се са његовим несрећним детињством. Горен теоретизује да ју је отац малтретирао као малу и да је траума у њој створила патолошки нагон да искористи и уништи свакога ко јој се приближи. Ово се често имплицирало да је тачно. Горен такође верује да је убила рођену ћерку Хану у својој родној Аустралији јер је девојку видела као сексуалну противницу (у епизоди „Раст“, она је наваљивала да је смрт њене ћерке била несрећан случај).
Она је побила деветоро људи током својих пет појављивања у серији, а у епизоди „Антитеза“ је објашњено да је годинама раније радила са својим тадашњим љубавником — злочинцем свенгалијем Бернардом Фремонтом (Мајкл Јорк) — да заведе, а затим опљачка и побије осам туриста мушкараца на Тајланду. У епизоди „Гмизавац“, Фремонт је оптужен за убиство и убрзо након тога пронађен је мртав са хиподермијским шприцом забоденим у груди. Горен сматра да је Валасова одговорна (што имплицира њено десето убиство), знајући њену способност са разним отровима и верујући да је у то време била у Њујорку.
Она је представљена у епизоди „Антитеза“ као преваранткиња и лопов који живи у САД под псеудонимом „Елизабет Хитченс“ и ради на Универзитету "Хадсон" као професорка књижевности. Епизода открива да је она убила праву Хиченсову и преузела њен идентитет. Када ју је Горен саслушавао о убиству које је изманипулисала дипломираним студентима да их почини, њих двоје формирају тренутно противништво које постаје опседнуто када је она побегла из земље. У њеном следећем појављивању у епизоди "Особа од значаја", Горен ју је преварио да призна одговорност за још једно убиство, али је проглашена невином у епизоди "Плес за двоје" захваљујући екипи заступника које је ангажовао њен богати муж Гавин Хејнс (Ричард Џозеф Пол) који се касније развео од ње. У епизоди "Велика баријера", она се поново појавила као мозак иза преваре о крађи дијаманата коју је починила њена љубавница Ела Мијазаки (Грејс Хсу). Валасова је касније убила Елу када је открила да је озвучена и притом је и сама наизглед погинула. У овој епизоди је требало да умре, али су продуценти дали обожаваоцима могућност да гласају за праву смрт наспрам тога што је лажирала сопствену смрт. Наравно, она се појавила жива у епизоди "Раст".
Док су је други ликови описивали као „психопату“ и „чудовиште“, одређене епизоде указују да Валасова није сасвим без људскости. У епизоди "Раст", на пример, она себе излаже ризику да спасе Гвен Чепел (Моли Готлиб), младу ћерку свог дечка Евана (Кевин Џ. О’Конор), када је откривено да је он покушао да убије Гвен како би прикупио у вишемилионско повереништво. Валасова је дала Горену оптужујуће доказе против Евана и отела Гвен да је одведе код тетке у Аризону, али ју је пустила у тренутку савести. Она је оставила говорну пошту Горену у којој је признала да не може себи да повери дете и проклела га што јој је одузео последњу прилику за срећу.
Она се последњи пут појавила на крају 7. сезоне у епизоди „Намештаљка“ у којој је убила Гореновог брата Френка (Тони Голдвин) инекцијом суксанилхолина након секса са њим. Заузврат ју је убио Горенов бивши ментор др. Деклан Гејџ (Џон Гловер) који је послао њено срце у пакету Горену. Гејџ је рекао да су јој последње речи биле: „Реци Бобију да је он једини мушкарац којег сам икада волела.
Осма епизода серије Џо из 2013. укључује осумњичену за убиство по имену Медлин Хејнс (коју глуми Оливија д'Або). Интерполови записи показују да се њени отисци прстију поклапају са отисцима Никол Валас, а поменута је и Валасина позадина и њене наводне последње речи. Међутим, Хејнсин ДНК се не поклапа са оним што је забележено у Њујорку за Никол Валас, највероватније јер је користила форензичке трикове да би побегла од правде и преузела нови идентитет. Према речима глумице и творца и сценаристе Ренеа Балсера, Медлин је Никол Валас са новим идентитетом.

### Воли Стивенс
Воли Стивенс (Марк Лин-Бејкер) се први пут појавио у епизоди "Вероватноћа" као ексцентрични запослени у осигуравајућем друштву. Горен и Имсова су на основу доказа о понављању и обрасцима закључили да је Воли на распону аутизма (Аспергеров синдром) и да је оркестрирао неколико убистава бескућника за новац од осигурања. Имсова је напоменула да Горен и Воли имају много тога заједничког и поружно указала да би њих двојица требало да буду пријатељи. Поново се појавио у епизоди "Крај игре" као несвесни посредник између Горена са којим се дописивао и Марка Форда Брејдија који се налазио у истом КПЗ-у.

### Џ. Лин Бишоп
Џ. Лин Бишоп (Саманта Бак) је у епизоди „Правда“ уведена као привремена ортакиња детектива Роберт Горен (Винсент Д'Онофрио) и распоређена у Одељење за тешка кривична дела Секретаријата унутрашњих послова Њујорка (СУП-а) јер се детективка Александра Имс добровољно јавила да служи као сурогат мајка за бебу своје сестре. Њен лик је био само привремена замена и није виђен пошто се Имсова вратила са породиљског одсуства. Бишопова и Горен су често изгледали као да између њих недостаје хемија. Она је сматрала да је тешко да прати Горенове многе необичне начине решавања случајева, на шта је Имсова навикла. Горен је погоршао стање правећи неповољна поређења између ње и Имсове.

### Конрој "Кони" Смит
Конрој "Кони" Смит (Били Лаш) први пут се појавио у епизоди "Звучна тела" као харизматични, али јако поремећени младић који је обмануо три девојке да почине убиство. У епизоди "Нестале у ситне сате (1. део)" прихватио је понуду Горена и Имсове да шпијунира затвореника у замену за поштанске повластице на Рајкерском острву где је пребачен на неколико недеља.

### Фејт Јенси
Фејт Јенси (Женева Кар) је ТВ новинарка која је понекад извештавала о случајевима високог профила Одељења за тешка кривична дела. Овај лик је очигледна пародија на Ненси Грејс, с' обзиром на то да она води сензационалистичку емисију вести у духу Грејсиног ХЛН програма из стварног живота. Поред тога, само њено име се може посматрати као пародија на Ненси Грејс – „Фејт” уместо „Грејс” и „Јенси” уместо „Ненси”. Она такође говори са благим јужњачким призвуком сличним Грејсином.

### Епизодни ПОТ-ови
| Име                | Глумица      | Године  | Бр. епизода |
| ------------------ | ------------ | ------- | ----------- |
| ПОТ Патриша Кент   | Тереза Рендл | 2006    | 2           |
| ПОТ Клаудија Шарки | Бриџет Реган | 2006-07 | 2           |
| ПОТ Тери Драјвер   | Лесли Хоуп   | 2008    | 2           |

### Породица Роберта Горена
- Рита Морено - Френсис Горен, мајка (2006–07)
- Тони Голдвин - Френк Горен, брат (2006–08)
- Рој Шајдер - Марк Форд Брејди, отац (2007)
- Тревор Морган - Дони Карсон, братанац (2007)

### Стенли Мас
Стенли Мас (Дејвид Зајас) се придружио као привремена замена за капетана Денија Роса који је убијен радећи на предмету Закона о организацијама под утицајем изнуде и подмићених организација у Федералном бироу за истраге. Мас је први поручник који је био руководилац Одељења за тешка кривична дела. Он је пустио Горена, Имсову и Николса да раде на овом случају заједно са убиством Роса. Пошто се Горен захуктао и гурнуо Јана Ван Декера на суд, Мас га је удаљио са дужности. Касније је Имсову препоручио шефу детектива Морану да она буде следећа капетанка одељења под условом да отпусти Горена. Она је то и урадила, али је одмах након тога и сама дала отказ. И Маса и Имсову заменила је Зои Калас.

### Џозеф Хана
Џозеф Хана (Џеј О. Сандерс) је замена за Зои Калас. Хана је пријатељ детектива Роберта Горена још од дана са полицијске академије. Хана поседује лак ауторитет, али и духовиту страну и он дели пријатељски однос са неким од својих детектива. Хана има сличан однос са детективима Гореном и Имсовом који је Џејмс Дикинс имао са њима.
У почетку, Хана се нежно суочавао са Гореном у вези са његовим обавезним сеансама са др. Гајсон, подсећајући га да су те сесије биле обавезне као део Гореновог враћања на посао и да њујоршка полиција и даље верује да је Горен луд. У епизоди "Утеха", пошто је Горен увредио Хану због случаја пред Имсовом, он је насамо рекао Горену да га разуме и како он ради ствари и обрнуто. Затим му је рекао: "Ја теби чувам леђа, а ти поштуј моје лице и не уноси ми се у њега." Ово је приморало Горена да почне да присуствује његовим сеансама.
Џеј О. Сандерс, глумац који тумачи капетана Џозефа Хане, раније се појавио у епизоди „Смрт“ (2. сезона, 1. епизода) у којој је играо убицу слободњака Харија Роуана.

### Др. Пола Гајсон
Др. Пола Гајсон (Џулија Ормонд) је полицијски психолог задужен за обављање обавезних сеанси са детективом Гореном као условом његовог повратка у полицију Њујорка.

## Ликови из серијеРед и закон
| Име                         | Глумац              | Година |
| --------------------------- | ------------------- | ------ |
| Окружна тужитељка Нора Луин | Дајен Вист          | 2001   |
| Детектив Лени Бриско        | Џери Орбак          | 2001   |
| Детектив Ед Грин            | Џеси Л. Мартин      | 2001   |
| Поручница Анита ван Бјурен  | Ш. Епата Меркерсон  | 2002   |
| Др. Емил Скода              | Џ. К. Симонс        | 2002   |
| Окружни тужилац Артур Бренч | Фред Далтон Томпсон | 2005   |
| Др. Елизабет Оливет         | Керолин Мекормик    | 2006   |
| Заступница Данијел Мелник   | Това Фелдшу         | 2011   |